# Pete Carpenter
Pete Carpenter (Honolulu, 1º aprile 1914 – Los Angeles, 15 ottobre 1987) è stato un compositore, arrangiatore e trombonista statunitense.
Ha composto musiche per film e serie televisive, alcune in collaborazione con Mike Post. Ha avuto diverse nomination e vinto il Grammy Award come miglior arrangiamento.
La Pete Carpenter Memorial Fund, a favore dei giovani compositori, è a lui dedicata.

## Filmografia parziale

### Cinema
- Gidget Gets Married, film TV, regia di E.W. Swackhamer (1972)
- Rabbit Test, regia di Joan Rivers (1978)

### Televisione
- Agenzia Rockford (The Rockford Files), serie Tv (1974-1980)
- CHiPs, serie TV, 2 episodi (1977)
- Capitan America, film TV, regia di Rod Holcomb (1979)
- Captain America II: Death Too Soon, miniserie TV, regia di Ivan Nagy (1979)
- Magnum, P.I., serie TV, 149 episodi (1980-1988)
- Premiata agenzia Whitney (Tenspeed and Brown Shoe), serie TV, 13 episodi (1980)
- Ralph supermaxieroe (The Greatest American Hero), serie TV, 44 episodi (1981-1986)
- A-Team (The A-Team), serie TV, 97 episodi (1983-1987)
- Hardcastle & McCormick, serie TV, 24 episodi (1983-1986)
- Riptide, serie TV, 12 episodi (1984-1986)
- Hunter, serie TV, 130 episodi (1984-1990)
- Stazione di polizia (The Last Precinct), serie TV, 6 episodi (1986)